# Xã St. Thomas, Quận Pembina, Bắc Dakota
Xã St. Thomas (tiếng Anh: St. Thomas Township) là một xã thuộc quận Pembina, tiểu bang Bắc Dakota, Hoa Kỳ. Năm 2010, dân số của xã này là 119 người.